# Enrico Small
Enrico Cesario Small Arciniegas (nacido el 1 de mayo de 1989 en Colón) es un futbolista panameño que juega como delantero, en Champions FC Academy de la Liga Prom. Su primo Carlos Small también es futbolista profesional.

## Trayectoria

### Inicios
Como juvenil fue a hacer pruebas con los equipos colombianos Itagüí Ditaires y Atlético Huila.

### Colon C-3 FC
Inició su carrera profesional en el equipo de segunda división panameño Colón C-3. En la temporada de otoño del Apertura 2010, ganó con él club el campeonato panameño de segunda división  marcó dos goles en la final ante FC Veraguas 2010 (2-0), y en mayo de 2011 logró el estreno, histórico ascenso a la primera. División con Colón. En noviembre de 2011, en un encuentro liguero con Alianza (0:0), agredió físicamente al árbitro John Pittí, por lo que fue suspendido por la federación panameña por dos años (la sanción finalmente se redujo a medio año). También fue descalificado por este motivo de la selección olímpica de Panamá, por lo que fue consultado.

### CD Árabe Unido
En julio de 2012, Small se convirtió en futbolista el equipo CD Árabe Unido. Allí, en el Apertura 2012, ganó el título de campeón de Panamá, pero durante los primeros dos años y medio se mantuvo principalmente como reserva del equipo. Se convirtió en el jugador principal solo después de la llegada del entrenador Sergio Guzmán al club: en la temporada de primavera del Clausura 2015 ganó otro campeonato panameño con el Árabe, creando un dúo de delanteros con Renán Addles. Este éxito también se repitió medio año después, en los partidos del Apertura 2015. Sin embargo, la temporada Apertura 2016 fue particularmente exitosa para él, durante la cual ganó el cuarto título de campeón panameño con el Árabe, y se convirtió él mismo en el máximo goleador de la liga panameña (con un récord de dieciséis goles en su cuenta) y recibió el premio al mejor jugador de la competición en la encuesta oficial de la LPF. En la temporada Clausura 2017, ganó el subcampeonato de Panamá y ganó otro título de subcampeón después de medio año, en los juegos Apertura 2017. En total, representó al equipo de la ciudad de Colón durante más de cinco años. 

### Tauro FC
El 15 de diciembre de 2017, Small se mudó al equipo capitalino Tauro FC. Salió campeón con el club de los Torneo Apertura 2018 y del Torneo Apertura 2019. Juego con el club 68 partidos e hizo 34 goles. El 16 de diciembre fue dado de baja del club.

### CD Plaza Amador
Fue anunciado como nuevo jugador del CD Plaza Amador el 27 de diciembre de 2019. Disputó con el club 7 partidos e hizo 1 gol.

### Deportivo San Pedro
El 22 de septiembre de 2020 fue anunciado como nuevo jugador del Deportivo San Pedro de la Primera División de Guatemala.

### Alianza FC
El 9 de febrero de 2021 fue anunciado como nuevo jugador del  Alianza FC. Jugó con el club 29 partidos e hizo 4 goles.

### Champions FC Academy
A inicio del 2022 fue anunciado como nuevo jugador de Champions FC Academy. Salió campeón de conferencia en el torneo apertura 2023 y subcampeón del torneo apertura 2023.

## Selección nacional
En enero de 2017, Small fue convocado por el técnico Hernán Darío Gómez a la selección absoluta de Panamá para el torneo Copa Centroamericana. Allí, el 15 de enero, en el triunfo 2-1 sobre Nicaragua, debutó en la selección absoluta. Apareció en dos de los cinco partidos posibles durante esta competencia (ambos en la alineación inicial), y los panameños, que eran los anfitriones del torneo en ese momento, terminaron segundos.

### Participación en selección nacional
| Copa                      | Sede   | Resultado  | Partidos | Goles |
| ------------------------- | ------ | ---------- | -------- | ----- |
| Copa Centroamericana 2017 | Panamá | Subcampeón | 2        | 0     |

## Clubes
| Club                 | País      | Año         |
| -------------------- | --------- | ----------- |
| Colón C-3 FC         | Panamá    | 2010 - 2012 |
| CD Árabe Unido       | Panamá    | 2012 - 2017 |
| Tauro FC             | Panamá    | 2018 - 2019 |
| CD Plaza Amador      | Panamá    | 2020        |
| Deportivo San Pedro  | Guatemala | 2020        |
| Alianza FC           | Panamá    | 2021        |
| Champions FC Academy | Panamá    | 2022 - act. |

## Palmarés

### Títulos nacionales
| Título                   | Club                 | País   | Año     |
| ------------------------ | -------------------- | ------ | ------- |
| Liga Nacional de Ascenso | Colón C-3 FC         | Panamá | 2010-A  |
| Súper Final de Ascenso   | Colón C-3 FC         | Panamá | 2010-11 |
| Primera División         | CD Árabe Unido       | Panamá | 2012-A  |
| Primera División         | CD Árabe Unido       | Panamá | 2015-C  |
| Primera División         | CD Árabe Unido       | Panamá | 2015-A  |
| Primera División         | CD Árabe Unido       | Panamá | 2016-A  |
| Primera División         | Tauro FC             | Panamá | 2018-A  |
| Primera División         | Tauro FC             | Panamá | 2019-A  |
| Campeón Conferencia Este | Champions FC Academy | Panamá | 2023    |